# 石井望
石井 望（いしい のぞむ、1966年〈昭和41年〉 - ）は、日本の漢文学者、言語学者。長崎純心大学人文学部准教授。専門は尖閣前史、元曲崑曲音楽、崑曲字音、漢文圏音律、蘇州語、漢字等韻学、長崎唐学、漢文教育、漢文文明論。

## 略歴
1966年東京生まれ。1989年、京都大学文学部中国語学中国文学科卒業。1993年、蘇州大学中文系研究院（大学院）修了。2000年、同研究科博士課程学修退学。
2001年、長崎総合科学大学講師。2008年、長崎純心大学講師。2009年より長崎純心大学比較文化学科准教授（漢文学専攻）。後に比較文化学科は他学科と統合改称し、文化コミュニケーション学科へ改称。同学科准教授（アジア専攻）。海洋政策研究財団内島嶼資料センター島嶼資料調査委員。
正かなづかひの會幹事。笹川平和財団島嶼資料センター調査委員。2016年度内閣官房委託沖縄平和協力センター尖閣資料調査事業特別研究員。

## 概要
元曲崑曲音楽、崑曲字音、漢文圏音律、蘇州語、漢字等韻学、長崎唐学、漢文教育、漢文文明論や、漢字の音韻などの「音」を専門に「音」を探求・研究している。
また尖閣諸島についても古来の漢籍、漢文資料や19世紀当時にヨーロッパ人が作成した様々な地図を根拠に、中国や台湾の主張を否定、尖閣が中国ではなく、琉球の一部だったことを示し、論文や書籍出版、やブログ、記者会見など様々な形態で情報発信を行っている。
また中国語での発表も行っている。

## 著作

### 単著
- 『尖閣反駁マニュアル百題』自然食通信社、2014年6月7日。ISBN 978-4916110985。
- 『尖閣釣魚列島漢文史料 = Hanvun historical documents of Senkaku Tiohisu Islands : 和訓淺解』長崎純心大学、2005年11月。

### 共著
- 仲村覚、仲村俊子、石井望、江崎孝『そうだったのか「沖縄！」』示現舎、2015年5月9日。ISBN 978-4990578794。
- 尾﨑重義、三好正弘、広瀬肇、舩杉力修、いしゐのぞむ、國吉まこも、佐々木浩子、髙井晉『島嶼研究ジャーナル 第4巻2号』2015年4月2日。内外出版株式会社、ISBN 978-4905285458。監修：島嶼資料センター。
- 尾﨑重義、坂元茂樹、塚本孝、いしゐのぞむ、髙井晉、田中(坂部)有佳子『島嶼研究ジャーナル 第4巻1号』2014年11月20日。内外出版株式会社、ISBN 978-4905285397。監修：島嶼資料センター。
- 尾﨑 重義、塚本 孝、寺﨑 直通、竹田 純一、髙井晉、いしゐ のぞむ、秋元 一峰、岩石 順子『島嶼研究ジャーナル 第2巻2号』2013年4月30日。内外出版株式会社、ISBN 978-4905285212。監修：島嶼資料センター。
- 潮匡人、西村幸祐、河添恵子、いしゐのぞむ、イリハム・マハムティ、オルホノド・ダイチン、ペマ・ギャルポ、黄文雄、石平『日本の国益―野蛮・中国に勝つための10の論点』幸福の科学出版、2012年12月1日。ISBN 978-4863952898。

### 監修
- 石平『中国が反論できない 真実の尖閣史』（2017年、扶桑社、ISBN 978-4594077730）

## 連載
- 尖閣大航海時代（八重山日報）